# Ljudmila Tjursina
Ljudmila Aleksejevna Tjursina (russisk: Людми́ла Алексе́евна Чурсина́; født 20. juli 1941 i Dusjanbe i Tadsjikistan i Sovjetunionen) er en russisk filmskuespillerinde. Hun har optrådt i mere end 50 film og tv-shows siden 1962. I 1981 var hun medlem af juryen ved den 12. Internationale filmfestival i Moskva. Som 30-årig modtog hun som den yngste skuespillerinde nogensinde prisen Folkets kunstner i USSR.

## Udvalgt filmografi
- Kogda derevja byli bolsjimi (da.: Hvor træerne var høje) (1961) som Zoya
- Donskaja povest (da.: Fortælling om Don) (1964)
- Tumannost Andromedy (da.: Andromedagalaksen) (1967) som Louma Lasvi
- Vesna na Odere (da.: Forår ved Oder) (1967) som Tanja
- Virineja (1968) som Virineya
- Zjuravusjka (da.: En lille kran) (1968) som Marfa
- Sjjit i metj (da.: Skjold og sværd)
- Adjutant ego prevoskhoditelstva (da.: Hans Excellenses adjudant (1969) som Oksana
- Goya – oder der arge Weg der Erkenntnis (film fra DDR, 1971) som Pepa
- Olesja (1971) som Olesja
- Privalovskije milliony (da.: Privalovs millioner, 1972)
- Skaz pro to, kak tsar Pjotr arapa zjenil (da.: Hvordan zar Peter den Store giftede sig med araberen, 1976) som Katarina 1. af Rusland
- Rus iznatjalnaja (da.: Oprindelige Rusland) (1985) som Aneya

## Privatliv
Efter optagelserne af filmen Donskaja povest giftede hun sig med filmens instruktør Vladimir Fetin, men Vladimirs alkoholisme førte til en skilsmisse nogle år senere. Andet ægteskab var med en oceanograf, men dette ægteskab blev kortvarigt. Hun blev gift for tredje gang med diplomaten Igor Andropov, søn af generalsekretær Jurij Andropov. Ægteskabet varede syv år.

## Politisk holdning
Den 11. marts 2014 støttede hun Ruslands annektering af Krim ved at være medunderskriver på en offentlig underskriftsindsamling "Ruslands kulturfigurer - støtte til præsident Putins holdning om Ukraine og Krim".